# قانون مربع مكعب

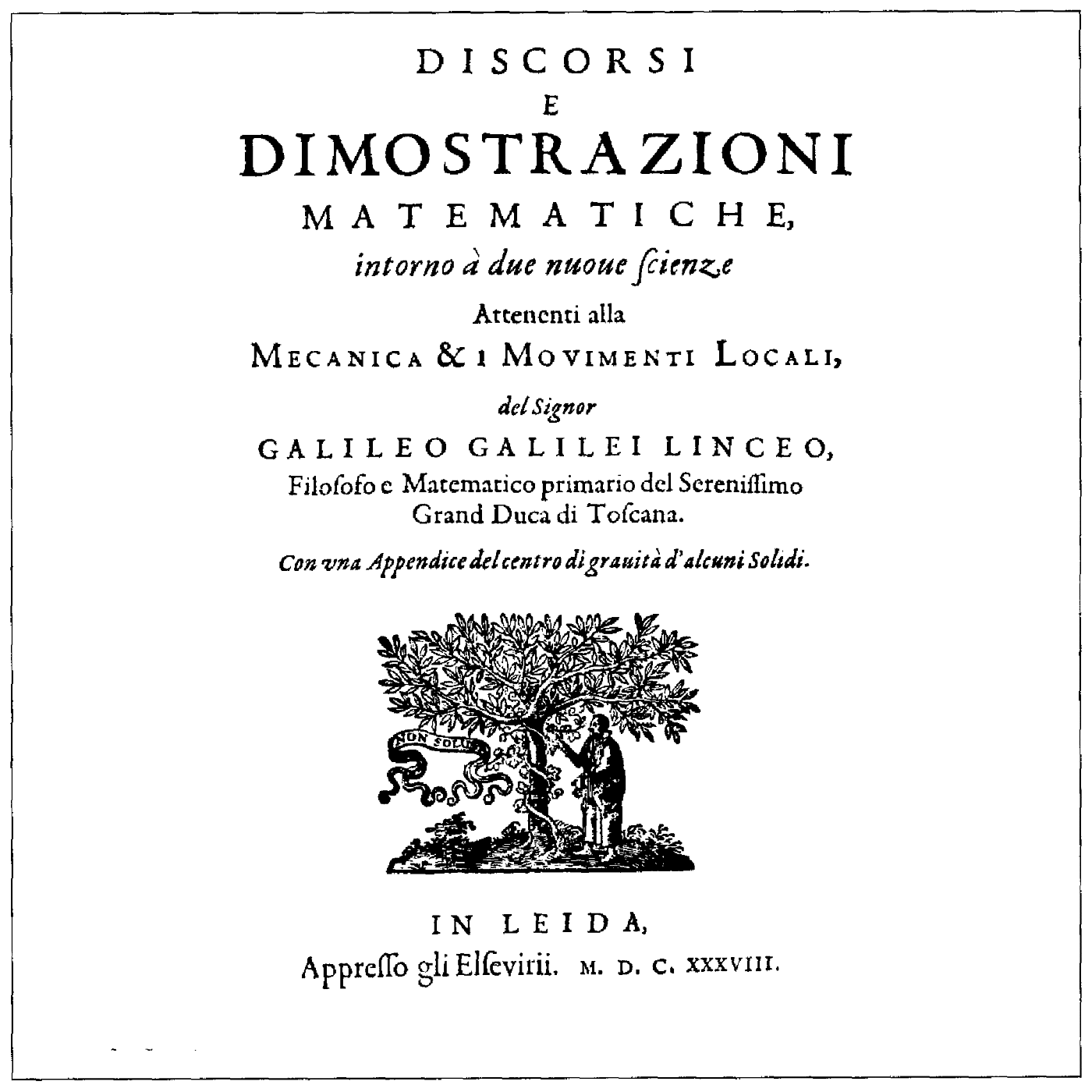
وصف غاليليو هذه القاعدة سنة 1638م.

قانون مربع مكعب مبدأ رياضي له تطبيقات في مجالات علمية عديدة ويصف العلاقة بين حجم ومساحة سطح الشكل إذا تغير مقاسه. أول من سجل وصفه غاليليو غاليلي سنة 1638م في كتابه «عِلمان جديدان» (بالإيطالية: due nuoue scienze)‏.
ومضمون القانون يقول أن الحجم يزداد بمعدل أكبر من ازدياد المساحة السطحية. وتفسر هذه القاعدة لماذا تتعب الثدييات الكبيرة (مثلا الفيل) في تبريد نفسها مقارنة بالثدييات الصغيرة (مثلا الفأر). وتفسر أيضا وجود حد أكبر لحجم المباني الرملية التي يكونها الأطفال على الشاطئ ولو كانت متطابقة في التصميم.